# هيو كوكرين
هيو كوكرين (بالإنجليزية: Hughie Cochrane)‏ هو لاعب كرة قدم ومدرب كرة قدم بريطاني، ولد في 9 فبراير 1943 في غلاسكو في المملكة المتحدة. لعب مع نادي ويمبلدون.